# Москалик, Михаил Эммануилович
Михаил Эммануилович Москалик (11 января 1897 года, м. Новый Буг, Херсонский уезд, Херсонская губерния — 20 сентября 1956 года) — советский военный деятель, генерал-майор (16 октября 1943 года).

## Начальная биография
Михаил Эммануилович Москалик родился 11 января 1897 года в местечке Новый Буг Херсонского уезда Херсонской губернии.
Работал на шахте № 16 Франко-Русского общества на станции Харцызск.

## Военная служба

### Первая мировая и гражданская войны
В мае 1916 года призван в ряды Русской императорской армии и направлен рядовым во 2-й конно-горный дивизион, который вскоре в составе Юго-Западного фронта принимал участие в боевых действиях в районе Ковеля. Летом 1917 года М. Э. Москалик бежал с фронта и вскоре на станции Долинск был задержан, после чего находился в распоряжении херсонского воинского начальника, а затем служил в 45-м пехотном запасном полку, дислоцированном в Николаеве. В ноябре 1917 года демобилизован из рядов армии.
В феврале 1918 года вступил в Николаевский красногвардейский отряд, после чего принимал участие в боевых действиях против немецких войск. В апреле отряд был разбит, в результате чего Москалик скрывался в Николаеве, а затем жил в Новом Буге.
С августа служил помощником командира эскадрона в составе 23-го партизанского отряда, который в декабре 1918 года вошёл в состав 1-го советского полка, уже в котором М. Э. Москалик служил красноармейцем и командиром взвода, а также принимал участие в боевых действиях на Южном фронте против войск под командованием А. И. Деникина. В первой половине 1919 года полк находился в группе Кочергина, а в период с августа по декабрь — в составе войск под командованием Н. И. Махно и вёл боевые действия в районе Екатеринослава и Никополя. 15 декабря 1919 года полк включён в состав 45-й стрелковой дивизии, а Москалик назначен на должность командира взвода конной разведки в составе 405-го стрелкового полка этой же дивизии. Принимал участие в Одесской операции и взятии Одессы, затем, во время советско-польской войны, в боевых действиях на киевском, белоцерковском и львовском направлениях, а с ноября 1920 года — в боях против войск под командованием С. В. Петлюры и П. Н. Врангеля.
Приказом РВС Республики от 28 февраля 1921 года за отличия в боях Михаил Эммануилович Москалик награждён орденом Красного Знамени.

### Межвоенное время
После окончания войны продолжил служить в том же полку, который в 1922 году был преобразован в 133-й стрелковый.
В сентябре 1924 года направлен на учёбу в Киевскую объединённую школу командиров РККА имени С. С. Каменева, после окончания которой в августе 1926 года направлен в 10-й кавалерийский полк (2-я кавалерийская дивизия, Украинский военный округ), где служил на должностях командира взвода, эскадрона начальника и политрука полковой школы.
В июне 1934 года назначен на должность помощника командира 56-го кавалерийского полка по хозяйственной части в составе 14-й кавалерийской дивизии. В 1937 году окончил Краснознамённые кавалерийские курсы усовершенствования командного состава в Новочеркасске, после чего вернулся на прежнюю должность. В декабре 1938 года в составе той же дивизии Москалик назначен на должность помощника командира по строевой части 31-го кавалерийского полка, а в мае 1939 года — на должность командира этого же полка.

### Великая Отечественная война
С началом войны находился на прежней должности.
31-й кавалерийский полк под командованием полковника М. Э. Москалика в составе 14-й кавалерийской дивизии (5-й кавалерийский корпус, 6-я армия, Юго-Западный фронт) к 25 июня занял оборону в районе города Кременец, где попал в окружение, после выхода из которого принимал участие в боевых действиях в ходе Киевской оборонительной операции.
В октябре 1941 года назначен на должность начальника штаба 75-й кавалерийской дивизии, которая формировалась в Новосибирске и в ноябре по завершении формирования была передислоцирована в Рязань, где была включена в состав 10-й армии и с 6 декабря приняла участие в ходе контрнаступления под Москвой, во время которого вела боевые действия на плавском направлении и первой вступила в Сухиничи и Козельск. После ранения полковника В. А. Конинского полковник Москалик назначен на должность командира этой же дивизии, которая принимала участие в рейде 1-го гвардейского кавалерийского корпуса в районе Вязьмы и Дорогобужа. 26 марта 1942 года 75-я дивизия была расформирована, личный состав пошёл на доукомплектование 2-й гвардейской кавалерийской дивизии, а полковник М. Э. Москалик назначен на должность командира формировавшейся 2-й партизанской стрелковой дивизии.
С июля 1942 года состоял в распоряжении Военного Совета Западного фронта, а с октября — в распоряжении Военного Совета Северо-Западного фронта, где в ноябре был назначен на должность командира 384-й стрелковой дивизии, которая вела боевые действия против демянской группы войск противника, а 3 декабря того же года была расформирована.
9 декабря 1942 года назначен на должность командира 200-й стрелковой дивизии, а 28 февраля 1943 года — на должность командира 171-й стрелковой дивизии, которая принимала участие на старорусском направлении в ходе Ржевско-Вяземской наступательной операции.
15 мая 1943 года полковник М. Э. Москалик назначен на должность командира 7-й гвардейской стрелковой дивизии, которая вскоре принимала участие в частных наступательных боевых действиях в районе Заостровье на западном берегу реки Полисть, а с 25 августа находилась в резерве. В январе 1944 года дивизия была включена в состав 7-го гвардейского стрелкового корпуса, после чего принимала участие в боевых действиях в ходе Ленинградско-Новгородской, Режицко-Двинской и Мадонской наступательных операциях. С 6 сентября генерал-майор Москалик находился на лечении по болезни в санатории «Архангельское» и после выздоровления в середине ноября того же года вернулся на прежнюю должность, после чего дивизия под его командованием принимала участие в боевых действиях против курляндской группировки противника.

### Послевоенная карьера
После окончания войны находился на прежней должности.
В июле 1946 года назначен на должность заместителя командира 7-го гвардейского стрелкового корпуса, в мае 1947 года — на должность заместителя командира 60-го стрелкового корпуса (Северокавказский военный округ), дислоцированного во Владикавказе, а в июне 1948 года — на должность заместителя командира 82-го стрелкового корпуса (Одесский военный округ).
Генерал-майор Михаил Эммануилович Москалик в июле 1951 года вышел в запас. Умер 20 сентября 1956 года.

## Награды
- Орден Ленина (21.02.1945);
- Четыре ордена Красного Знамени (28.2.1921, 30.07.1944, 03.11.1944, 24.06.1948);
- Орден Суворова 2 степени (09.04.1943);
- Орден Отечественной войны 1 степени (06.06.1945);
- Орден Красной Звезды (21.07.1942);
- Медали.